# Радостно детство
„Радостно детство“ (на македонска литературна норма: „Радосно детство“) е документален филм от Република Македония от 1950 година, на режисьора Благоя Дрънков по сценарий на Борис Бояджиски.
Филмът разглежда сюжета за общностните грижи за възпитанието, отдиха и почивка на най-младите членове. Филмът е производство на студио „Вардар филм - Скопие“. Сценарият на Борис Бояджиски е награден с държавно отличие.